# رود منالهیل
رود منالهیل رودی است به اقیانوس اطلس می‌ریزد. این رود از کشور بریتانیا می‌گذرد. طول آن ۱۹ کیلومتر (۱۲ مایل) است.